# Clandestina a bordo
Clandestina a bordo è il quindicesimo romanzo della saga di Jack Aubrey e Stephen Maturin, eroi fittizi, anche se Aubrey è ispirato alle imprese di Lord Cochrane. Da questi romanzi è stato tratto il film Master and Commander - Sfida ai confini del mare, con Russell Crowe. In effetti la sceneggiatura del film è un sunto di episodi tratti dai vari romanzi della serie.

## Trama
La Surprise, ex fregata della Royal Navy e attualmente corsara noleggiata dalla stessa marina, è salpata da Sydney con un Jack Aubrey decisamente preoccupato per due motivi: il suo fidato amico Stephen Maturin è in coma per la puntura di un ornitorinco, e con lui si è imbarcato il suo ex servitore, Padeen Colman, condannato alla deportazione per aver rubato della tintura di laudano scassinando una farmacia, con il concorso dello stesso Stephen.
Come se non bastasse, c'è un'altra persona a bordo, nascosta nella cala delle gomene: una affascinante deportata, Clarissa Harvill, portata a bordo dal guardiamarina Oakes. Questo aumenta l'apprensione di Jack riguardo ad un eventuale inseguimento e, quando in pieno Pacifico viene avvistato un cutter proveniente dall'Australia, i due vengono sposati in tutta fretta per evitare il ritorno della donna alla deportazione.
Ma il cutter porta nuovi ordini: su un'isola della Polinesia, regno indipendente, è scoppiata una guerra civile con minacce alle baleniere inglesi e presenza di agenti francesi che vogliono legare l'isola agli interessi di Parigi. La Surprise deve intervenire. Arrivati sull'isola, soccorrono una baleniera, la Truelove e liberano l'equipaggio prigioniero. Nel frattempo Stephen è entrato in confidenza con Clarissa, scoprendo preziose informazioni sulla talpa in seno al governo britannico che ha fatto fallire molte missioni, sostenuto Napoleone e danneggiato pesantemente la vita e la carriera sua e di Jack.
L'intervento è risolutivo ed il regno viene legato agli interessi britannici e la Truelove parte con un equipaggio comandato da Oakes e con a bordo Clarissa per l'Inghilterra. La corsara statunitense Franklin che appoggiava l'operazione riesce però a sfuggire all'agguato tesole da Jack e a dileguarsi.

## Edizioni
- Patrick O'Brian, Clandestina a bordo, traduzione di Paola Merla, collana La Gaja scienza, Longanesi, 2005,  p. 288, ISBN 88-304-1580-4.